# Alexei Schtschebelin
Alexei Schtschebelin (russisch Алексей Щебелин; * 13. Juli 1981) ist ein ehemaliger russischer Radrennfahrer und späterer Sportlicher Leiter.
Alexei Schtschebelin wurde 2002 Zweiter bei der Ronde van Limburg. Ein Jahr später gewann er die Trofej Plava Laguna 3 und 2004 wurde er Dritter beim Grand Prix San Giuseppe. In der Saison 2006 wurde er Zweiter der Gesamtwertung beim Giro di Cosenza und Dritter beim Eintagesrennen Giro Valli Aretine. Außerdem gewann er jeweils eine Etappe beim Giro del Friuli und beim Giro della Valle d’Aosta. Gegen Ende der Saison fuhr er für das italienische Professional Continental Team Ceramica Flaminia als Stagiaire, wo er den zweiten Rang bei der Ruota d’Oro belegte. 2007 konnte er eine Etappe bei den Paths of King Nikola für sich entscheiden. 2008 gewann er die Gesamtwertungen der Etappenrennen der Tour du Maroc und des Circuito Montañés. Im Jahr 2009 siegte er bei der Romanian Cycling Tour.
Seit 2010 ist er Sportlicher Leiter bei dem russischen Continental Team Itera-Katusha.

## Erfolge
2006
- eine Etappe Giro della Valle d’Aosta
- eine Etappe Giro del Friuli

2007
- eine Etappe Paths of King Nikola

2008
- Gesamtwertung und drei Etappen Tour du Maroc
- Gesamtwertung und eine Etappe Circuito Montañés

2009
- Gesamtwertung und zwei Etappen Romanian Cycling Tour

## Teams
- 2007 Cinelli-Endeka-OPD
- 2008 Cinelli-OPD
- 2009 SP. Tableware-Gatsoulis Bikes (ab 01.06.)